# Associazione Fascista Calcio Vicenza 1941-1942
Questa voce raccoglie le informazioni riguardanti l'Associazione Fascista Calcio Vicenza nelle competizioni ufficiali della stagione 1941-1942.

## Rosa
| N. |                   | Ruolo | Calciatore          |
| -- | ----------------- | ----- | ------------------- |
|    | Italia (bandiera) | C     | Luigi Abeni         |
|    | Italia (bandiera) | P     | Angelo Bellotto     |
|    | Italia (bandiera) | D     | Livio Bussi         |
|    | Italia (bandiera) | A     | Emilio Capri        |
|    | Italia (bandiera) | A     | Marino Covacich     |
|    | Italia (bandiera) | A     | Attilio Danieli     |
|    | Italia (bandiera) | C     | Osvaldo Fattori     |
|    | Italia (bandiera) | D     | Valentino Foscarini |
|    | Italia (bandiera) | D     | Giovanni Greselin   |
|    | Italia (bandiera) | D     | Noemo Grugnetti     |
|    | Italia (bandiera) | A     | Alberto Marchetti   |

| N. |                   | Ruolo | Calciatore            |
| -- | ----------------- | ----- | --------------------- |
|    | Italia (bandiera) | A     | Virgilio Nicoli       |
|    | Italia (bandiera) | A     | Bruno Quaresima       |
|    | Italia (bandiera) | C     | Mario Rizzi           |
|    | Italia (bandiera) | P     | Arduino Romoli        |
|    | Italia (bandiera) |       | Guido Rossi           |
|    | Italia (bandiera) | C     | Mariano Rossi         |
|    | Italia (bandiera) | C     | Michele Santacroce    |
|    | Italia (bandiera) | C     | Alfonso Santagiuliana |
|    | Italia (bandiera) | P     | Carlo Visintin        |
|    | Italia (bandiera) | C     | Giovanni Zanollo      |
|    | Italia (bandiera) | A     | Giuseppe Zuccotti     |

## Risultati

### Serie B

#### Girone di andata
| Arbitro: | Vannini |

|          |           |                                                |
| Vigo 71’ | Marcatori | 5’ (rig.), 60’ Zanollo 67’ Capri 90’ Quaresima |

| Arbitro: | Galletti |

|                         |           |  |
| Nicoli 2’ Quaresima 63’ | Marcatori |  |

| Padova 9 novembre 1941 3ª giornata | Padova | 0 – 0 referto | Vicenza | Stadio Silvio Appiani\| Arbitro: \| Banchi[2] \| |
| Arbitro:                           | Banchi |               |         |                                                  |

| Arbitro: | Goracci (Firenze) |

|                           |           |  |
| Zanollo 67’ Marchetti 82’ | Marcatori |  |

| Busto Arsizio 23 novembre 1941 5ª giornata | Pro Patria       | 0 – 0 referto | Vicenza | Stadio Bruno Musdolini\| Arbitro: \| Dagnino (Genova) \| |
| Arbitro:                                   | Dagnino (Genova) |               |         |                                                          |

| Arbitro: | Poggipollini (Ferrara) |

|                    |           |  |
| Quaresima 27’, 86’ | Marcatori |  |

| Arbitro: | Viarengo (Asti) |

|            |           |              |
| Tomasi 65’ | Marcatori | 9’ Marchetti |

| Vicenza 14 dicembre 1941 8ª giornata | Vicenza          | 0 – 0 referto | Bari | Campo Sportivo del Littorio\| Arbitro: \| Silvano (Torino) \| |
| Arbitro:                             | Silvano (Torino) |               |      |                                                               |

| Arbitro: | Rossi |

|  |           |                       |
|  | Marcatori | 25’ Zanollo 81’ Capri |

| Vicenza 28 dicembre 1941 10ª giornata | Vicenza  | 0 – 0 referto | Spezia | Campo Sportivo del Littorio\| Arbitro: \| Galletti \| |
| Arbitro:                              | Galletti |               |        |                                                       |

| Vicenza 4 gennaio 1942 11ª giornata | Vicenza           | 0 – 0 referto | Udinese | Campo Sportivo del Littorio\| Arbitro: \| Zambotto (Padova) \| |
| Arbitro:                            | Zambotto (Padova) |               |         |                                                                |

| Arbitro: | Venutti (Trieste) |

|  |           |             |
|  | Marcatori | 80’ Zanollo |

| Arbitro: | Galletti |

|                                                                        |           |  |
| Rossi 25’, 58’ Zanollo 27’, 29’ Gianotti 30’ (aut.) Quaresima 31’, 70’ | Marcatori |  |

| Arbitro: | Cardinali (Milano) |

|          |           |               |
| Muci 12’ | Marcatori | 49’ Quaresima |

| Arbitro: | Buratti (Milano) |

|                 |           |                        |
| Quaresima 34’ ? | Marcatori | 7’ Gambini 73’ Becagli |

| Arbitro: | Poggipollini (Ferrara) |

|              |           |           |
| Martelli 54’ | Marcatori | 74’ Capri |

| Arbitro: | Poggipollini (Ferrara) |

|                                             |           |  |
| Zanollo 6’ Fattori 55’ (rig.) Quaresima 83’ | Marcatori |  |

#### Girone di ritorno
| Arbitro: | Carpani (Milano) |

|                               |           |  |
| Nicoli 44’ Fattori 49’ (rig.) | Marcatori |  |

| Arbitro: | Biancone (Roma) |

|             |           |       |
| Biagini 41’ | Marcatori | Bussi |

| Arbitro: | Galeati (Bologna) |

|  |           |          |
|  | Marcatori | 20’ Polo |

| Arbitro: | Dellarole (Vercelli) |

|                             |           |  |
| Tontodonati 9’ Creziato 60’ | Marcatori |  |

| Arbitro: | Silvano (Torino) |

|                                 |           |  |
| Zanollo 11’ Capri 66’ Bussi 81’ | Marcatori |  |

| Alessandria 26 aprile 1942 23ª giornata | Alessandria     | 0 – 0 referto | Vicenza | Campo del Littorio\| Arbitro: \| Limido (Milano) \| |
| Arbitro:                                | Limido (Milano) |               |         |                                                     |

| Arbitro: | Goracci (Firenze) |

|                              |           |  |
| Rossi 20’ Quaresima 42’, 70’ | Marcatori |  |

| Arbitro: | Pizziolo (Firenze) |

|                        |           |               |
| Fabbri 31’, 40’ (rig.) | Marcatori | 71’ Quaresima |

| Arbitro: | Di Pasquale |

|                              |           |  |
| Marchetti 19’ Capri 53’, 58’ | Marcatori |  |

| Arbitro: | Curradi (Firenze) |

|                     |           |           |
| Costanzo 73’ (rig.) | Marcatori | 36’ Capri |

| Udine 31 maggio 1942 28ª giornata | Udinese | 3 – 1 | Vicenza | Stadio Moretti |

| Arbitro: | Martucci |

|          |           |                     |
| Rossi 7’ | Marcatori | 28’ (aut.) Visentin |

| Arbitro: | Mattea (Torino) |

|         |           |                                                  |
| Pea 18’ | Marcatori | 39’, 70’ Quaresima 59’ Rossi 71’ Marchetti 86’ ? |

| Arbitro: | Bianchi |

|                                         |           |  |
| Rossi Quaresima 27’ Bussi 41’ Capri 55’ | Marcatori |  |

| Arbitro: | Ciamberlini (Genova) |

|  |           |                        |
|  | Marcatori | 67’ (rig.) Rossi 90’ ? |

| Arbitro: | Bertolio (Torino) |

|               |           |  |
| Quaresima 61’ | Marcatori |  |

| Arbitro: | Zelocchi (Modena) |

|  |           |                         |
|  | Marcatori | 70’ Bussi 88’ Quaresima |

### Coppa Italia
| Arbitro: | Poggipollini (Ferrara) |

|           |           |                              |
| Rossi 35’ | Marcatori | 68’ Valcareggi II 89’ Raccis |

## Statistiche

### Statistiche di squadra
| Competizione | Punti | In casa | In casa | In casa | In casa | In casa | In casa | In trasferta | In trasferta | In trasferta | In trasferta | In trasferta | In trasferta | Totale | Totale | Totale | Totale | Totale | Totale | DR  |
| Competizione | Punti | G       | V       | N       | P       | Gf      | Gs      | G            | V            | N            | P            | Gf           | Gs           | G      | V      | N      | P      | Gf     | Gs     | DR  |
| ------------ | ----- | ------- | ------- | ------- | ------- | ------- | ------- | ------------ | ------------ | ------------ | ------------ | ------------ | ------------ | ------ | ------ | ------ | ------ | ------ | ------ | --- |
| Serie B      | 47    | 17      | 11      | 5       | 1       | 35      | 4       | 17           | 6            | 8            | 3            | 23           | 14           | 34     | 17     | 13     | 4      | 58     | 18     | +40 |
| Coppa Italia |       | 1       | 0       | 0       | 1       | 1       | 2       | -            | -            | -            | -            | -            | -            | 1      | 0      | 0      | 1      | 1      | 2      | -1  |
| Totale       |       | 18      | 11      | 5       | 2       | 36      | 6       | 17           | 6            | 8            | 3            | 23           | 14           | 35     | 18     | 13     | 5      | 59     | 20     | +39 |

### Statistiche dei giocatori
| Giocatore        | Serie B  | Serie B | Coppa Italia | Coppa Italia | Totale   | Totale |
| Giocatore        | Presenze | Reti    | Presenze     | Reti         | Presenze | Reti   |
| ---------------- | -------- | ------- | ------------ | ------------ | -------- | ------ |
| L. Abeni         | 33       | 0       | 1            | 0            | 34       | 0      |
| A. Bellotto      | 15       | -?      | -            | -            | 15       | -0+    |
| L. Bussi         | 12       | 4       | -            | -            | 12       | 4      |
| E. Capri         | 26       | 6       | 1            | 0            | 27       | 6      |
| M. Covacich      | 4        | 0       | -            | -            | 4        | 0      |
| A. Danieli       | 3        | 0       | -            | -            | 3        | 0      |
| O. Fattori       | 34       | 2       | 1            | 0            | 35       | 2      |
| V. Foscarini     | 33       | 0       | 1            | 0            | 34       | 0      |
| G. Greselin      | 3        | 0       | -            | -            | 3        | 0      |
| N. Grugnetti     | 30       | 0       | 1            | 0            | 31       | 0      |
| A. Marchetti     | 19       | 7       | 1            | 0            | 20       | 7      |
| V. Nicoli        | 13       | 3       | -            | -            | 13       | 3      |
| B. Quaresima     | 33       | 20      | 1            | 0            | 34       | 20     |
| M. Rizzi         | 3        | 0       | -            | -            | 3        | 0      |
| A. Romoli        | 18       | -?      | 1            | -2           | 19       | -2+    |
| G. Rossi         | 1        | 0       | -            | -            | 1        | 0      |
| M. Rossi         | 29       | 6       | 1            | 1            | 30       | 7      |
| M. Santacroce    | 2        | 0       | -            | -            | 2        | 0      |
| A. Santagiuliana | 34       | 0       | 1            | 0            | 35       | 0      |
| C. Visintin      | 1        | -?      | -            | -            | 1        | -0+    |
| G. Zanollo       | 26       | 8       | 1            | 0            | 27       | 8      |
| G. Zuccotti      | 2        | 0       | -            | -            | 2        | 0      |